# Gmina Vladimirci
Gmina Vladimirci (serb. Opština Vladimirci / Општина Владимирци) – gmina w Serbii, w okręgu maczwańskim. W 2018 roku liczyła 15 818 mieszkańców.